# Criteria for a Black Widow
Criteria for a Black Widow è il settimo album in studio della thrash metal band canadese Annihilator, pubblicato nel 1999 dalla CMC International.

## Tracce
1. Bloodbath – 5:22 (Bates, Waters)
2. Back to the Palace – 5:34 (Bates, Waters)
3. Punctured – 5:50 (Bates, Waters)
4. Criteria for a Black Widow – 5:57 (Waters)
5. Schizos (Are Never Alone), Part III – 5:53 (Waters)
6. Nothing Left – 4:52 (Bates, Waters)
7. Loving the Sinner – 4:38 (Waters)
8. Double Dare – 5:27 (Bates, Waters)
9. Sonic Homicide – 4:31 (Waters)
10. Mending – 2:46 (Waters)

Durata totale: 50:50

## Edizione speciale
L'album fu pubblicato anche in edizione speciale con l'aggiunta di due tracce bonus e successivamente rimasterizzato nel 2002 dalla SPV GmbH.

### Tracce
1. Bloodbath – 5:22 (Bates, Waters)
2. Back to the Palace – 5:34 (Bates, Waters)
3. Punctured – 5:50 (Bates, Waters)
4. Criteria for a Black Widow – 5:57 (Waters)
5. Schizos (Are Never Alone), Part III – 5:53 (Waters)
6. Nothing Left – 4:52 (Bates, Waters)
7. Loving the Sinner – 4:38 (Waters)
8. Double Dare – 5:27 (Bates, Waters)
9. Sonic Homicide – 4:31 (Waters)
10. Mending – 2:46 (Waters)
11. Loving the Sinner – 4:34 (Waters)
12. Jeff Waters Speaks – 11:57 (Waters)

Durata totale: 67:21

## Formazione
- Jeff Waters - chitarra solista, voce
- Randy Rampage - voce
- David Scott Davis - chitarra ritmica
- Russell Bergquist - basso
- Ray Hartmann - batteria